# 藤堂高崧
藤堂 高崧（とうどう たかとし/たかすけ）は、江戸時代中期から後期にかけての伊勢国津藩の世嗣。通称は大学。官位は従四位下・大学頭、主殿頭。

## 略歴
津藩支藩の久居藩主で後に津藩9代藩主となる藤堂高嶷の長男として誕生した。幼名は五瀬千世。正室は溝口直養の七女・敏姫。一男一女あり。
天明7年（1787年）3月23日、父の宗家相続に伴い津藩の嫡子となった。寛政元年（1789年）2月28日、11代将軍・徳川家斉に拝謁した。同年12月16日、従四位下・大学頭に叙任した。しかし、家督相続前の寛政12年（1800年）11月5日、病気のために嫡子の地位を辞退した。代わって子の高巽が世嗣となった。
文政11年（1828年）11月18日、死去した。